# Black Drawing Chalks
Black Drawing Chalks é um quarteto brasileiro de stoner rock de Goiânia formado em 2005.

## Carreira
A ideia de formar a banda surgiu na faculdade de Design Gráfico. Victor Rocha e Douglas Castro fazem parte do estúdio Bicicleta sem Freio (responsável pela identidade visual de vários shows e festivais de Goiânia) e decidiram chamar Denis de Castro, irmão de Douglas e estudante de arquitetura, para fundar o Black Drawing Chalks. Na época, Victor dividia os acordes e vocais com Marco Bauer.
No início de 2007, Marco decide sair da banda e Renato Cunha é convidado a integrar o quarteto. O nome da banda, que significa "carvões pretos para desenhar", vem de uma marca alemã de material para desenho, influência constante na vida dos garotos.
Em 2007, lançaram o elogiado disco de estreia, Big Deal, pela gravadora Monstro Discos. Após o lançamento do álbum, a banda tocou pelo Brasil inteiro. No mesmo ano, abriram para os ídolos americanos do Nashville Pussy, tradição que se tornaria frequente. A banda já fez shows ao lado de nomes como The Datsuns, Motörhead, Eagles Of Death Metal e Black Label Society.
Em 2009, com mais maturidade, o grupo lança seu segundo álbum, Life Is a Big Holiday for Us, também pela Monstro Discos, após uma turnê pelo Canadá, onde a banda se apresentou no festival Canadian Music Week.
Com frequente exposição na mídia, longas turnês e participação nos maiores festivais do Brasil, o grupo conquistou três indicações ao VMB 2009, nas categorias Aposta MTV, Rock Alternativo e Videoclipe do ano, com o vídeo da música "My Favorite Way", feito em uma parceria do coletivo Bicicleta Sem Freio com o estúdio Nitrocorpz, responsável por diversas vinhetas da MTV.
Em 2009, o single "My Favorite Way" foi eleita pela Rolling Stone Brasil, a melhor música do ano.
Em 2010, os 4 integrantes se juntaram com Chuck Hipólitho, ex-Forgotten Boys e fizeram paralelamente o Love Bazukas. Em 10 de março deste ano, gravam o CD ao vivo Live in Goiânia, no Bolshoi Pub, disco que seria lançado em 3 de dezembro do mesmo ano.
Ainda em 2010, participaram do primeiro dia do festival SWU. A banda de Goiânia foi responsável pela abertura do palco Ar, onde tocaram Los Hermanos, Infectious Grooves e Rage Against the Machine.
Em 2011, a banda foi indicada no 18º Prêmio Multishow de Música Brasileira, na categoria "Experimente".
Em 2012, com seu novo guitarrista o Edimar Filho, tocam no festival Lollapalooza em São Paulo, em 8 de abril, em um palco de porte pequeno, onde no mesmo dia tocaram Arctic Monkeys e Jane's Addiction. No mesmo ano, se apresentam no festival João Rock. É neste ano que é lançado No Dust Stuck On You, considerado o melhor disco de 2012 pelo site Tenho Mais Discos que Amigos!. A música “The Stalker” ficou na 23ª posição no ranking das Melhores Músicas de 2012 da Rolling Stone Brasil.
Em 2013, a primeira edição do ano da revista inglesa Classic Rock cita a banda numa lista com as 15 bandas ou artistas que devemos ficar de olho neste ano.
Em 2014, a banda lança os singles “Smiling Curse” e “Guided by You“, produzidas e gravadas no estúdio Rocklab, em Pirenópolis. Neste ano, são atrações do festival Bananada.
Em 2017, se apresentam novamente no festival Bananada, agora dividindo o palco com a banda Hellbenders.

## Integrantes
- Victor Rocha - guitarra e vocal
- Edimar Filho - guitarra
- Denis de Castro - baixo
- Douglas de Castro - bateria

## Discografia
- Big Deal - (2007 - Monstro Discos)
- Life is a Big Holiday For Us - (2009 - Monstro Discos)
- Live in Goiânia - (2010 - Monstro Discos)
- No Dust Stuck On You - (2012 - Crânio Records)